# ルイス・マルティネス (捕手)
ルイス・M・マルティネス（Luis M. Martinez、1985年4月3日 - ）は、アメリカ合衆国フロリダ州マイアミ出身のプロ野球選手(捕手)。現在はフリーエージェント(FA)。

## 経歴

### プロ入り前
2005年、MLBドラフト11巡目（全体329位）でニューヨーク・メッツから指名されたが、契約を結ばなかった。

### パドレス時代
2007年、MLBドラフト12巡目（全体387位）でサンディエゴ・パドレスに指名され、6月14日に契約。A-級ユージーン・エメラルズで21試合に出場し、打率.278・1本塁打・11打点・20安打を記録した。7月にA級フォートウェイン・ウィザーズへ昇格し、24試合の出場で、打率.231・1本塁打・6打点・18安打を記録した。
2008年はA級フォートウェインで94試合に出場し、打率.223・3本塁打・19打点・68安打を記録。
2009年はA+級レイクエルシノア・ストームで開幕を迎え、45試合に出場。打率.290を記録し、6月にAAA級ポートランド・ビーバーズへ昇格。昇格1試合目のラスベガス・フィフティワンズ戦は2安打を記録したものの、その後は結果を残せず、11試合で打率.171と落ち込み、7月19日にA+級レイクエルシノアへ降格した。降格後は25試合で打率.353を記録した。
2010年はAA級サンアントニオ・ミッションズで106試合に出場し、打率.282・2本塁打・31打点・101安打を記録した。
2011年7月15日のサンフランシスコ・ジャイアンツ戦で代打として出場し、メジャーデビューを果たした。この年は、メジャーで22試合に出場し、打率.203・1本塁打・10打点・12安打を記録した。AAA級エル・パソ・チワワズでは58試合に出場し、打率.323・1本塁打・28打点・64安打を記録した。

### レンジャーズ時代
2011年11月21日にライアン・ケリーとのトレードでテキサス・レンジャーズへ移籍した。
2012年はAAA級ラウンドロック・エクスプレスで開幕を迎え、65試合に出場し、打率.270・2本塁打・22打点・58安打を記録した。8月11日にマイク・ナポリの故障者リスト入りに伴いメジャーに昇格した。この年はメジャーで10試合に出場し、打率.111だった。オフの11月には、第3回WBC予選のコロンビア代表に選出された。大会終了後の12月26日にDFAとなった。

### オリオールズ傘下時代
2013年1月4日にウェーバーでボルチモア・オリオールズへ移籍したが、2月5日にDFAとなり、2月8日にAAA級ノーフォーク・タイズと契約した。開幕をAA級ボウイ・ベイソックスで迎え、12試合に出場すると、打率.349、5打点を記録し、4月28日にAAA級ノーフォークへ昇格。昇格から2試合連続安打を記録したものの、出場はその2試合にとどまり、5月5日にAA級ボウイへ降格。降格後は48試合に出場し、打率.233と結果を残せず、オフの11月4日にFAとなった。

### エンゼルス傘下時代
2013年11月20日にロサンゼルス・エンゼルス・オブ・アナハイムとマイナー契約を結んだ。
2014年はAAA級ソルトレイク・ビーズで53試合に出場し、打率.262、4本塁打、22打点を記録したが、8月2日に放出された。

### アスレチックス傘下時代
2014年8月2日にオークランド・アスレチックスとマイナー契約を結んだ。AAA級サクラメント・リバーキャッツで14試合に出場し、打率.150だった。

### レッドソックス傘下時代
2015年1月23日にボストン・レッドソックスとマイナー契約を結んだ。開幕をAA級ポートランド・シードッグスで迎え、50試合に出場。打率.226、1本塁打、18打点の成績で、6月28日にAAA級ポータケット・レッドソックスへ昇格した。しかし、14試合で打率.125と結果を残せず、7月31日にAA級ポートランドへ降格。AA級で15試合に出場後、9月1日に再びAAA級へ昇格した。オフの11月7日にFAとなった。

### レッドソックス退団後
2016年3月11日に第4回WBC予選のコロンビア代表に選出されたことが発表され、2大会連続2度目の選出を果たした。

## 詳細情報

### 背番号
- 29 (2011年)
- 15 (2012年)

### 代表歴
- 2013 ワールド・ベースボール・クラシック・コロンビア代表
- 2017 ワールド・ベースボール・クラシック・コロンビア代表